# Église Notre-Dame de Berneuil (Charente-Maritime)
Ne doit pas être confondu avec Église Notre-Dame de Berneuil (Charente).
L'église Notre-Dame est une église de style roman saintongeais située à Berneuil en Saintonge, dans le département français de la Charente-Maritime en région Nouvelle-Aquitaine.

## Localisation
L'église est située dans le département français de la Charente-Maritime, sur la commune de Berneuil.

## Historique
L´église de Notre-Dame-de-l'Assomption laisse par ses éléments de style du XIIe siècle (roman), du XVe siècle (gothique) et du XIXe siècle avec la reconstruction des parties démolies imaginer l'art religieux des siècles passés.

## Description
Au centre de la nef se trouvent les restes de la tour du XIIe siècle.

## Protection
L'église Notre-Dame fait l'objet d'un classement au titre des monuments historiques depuis le 21 janvier 1907.

## Galerie de photos

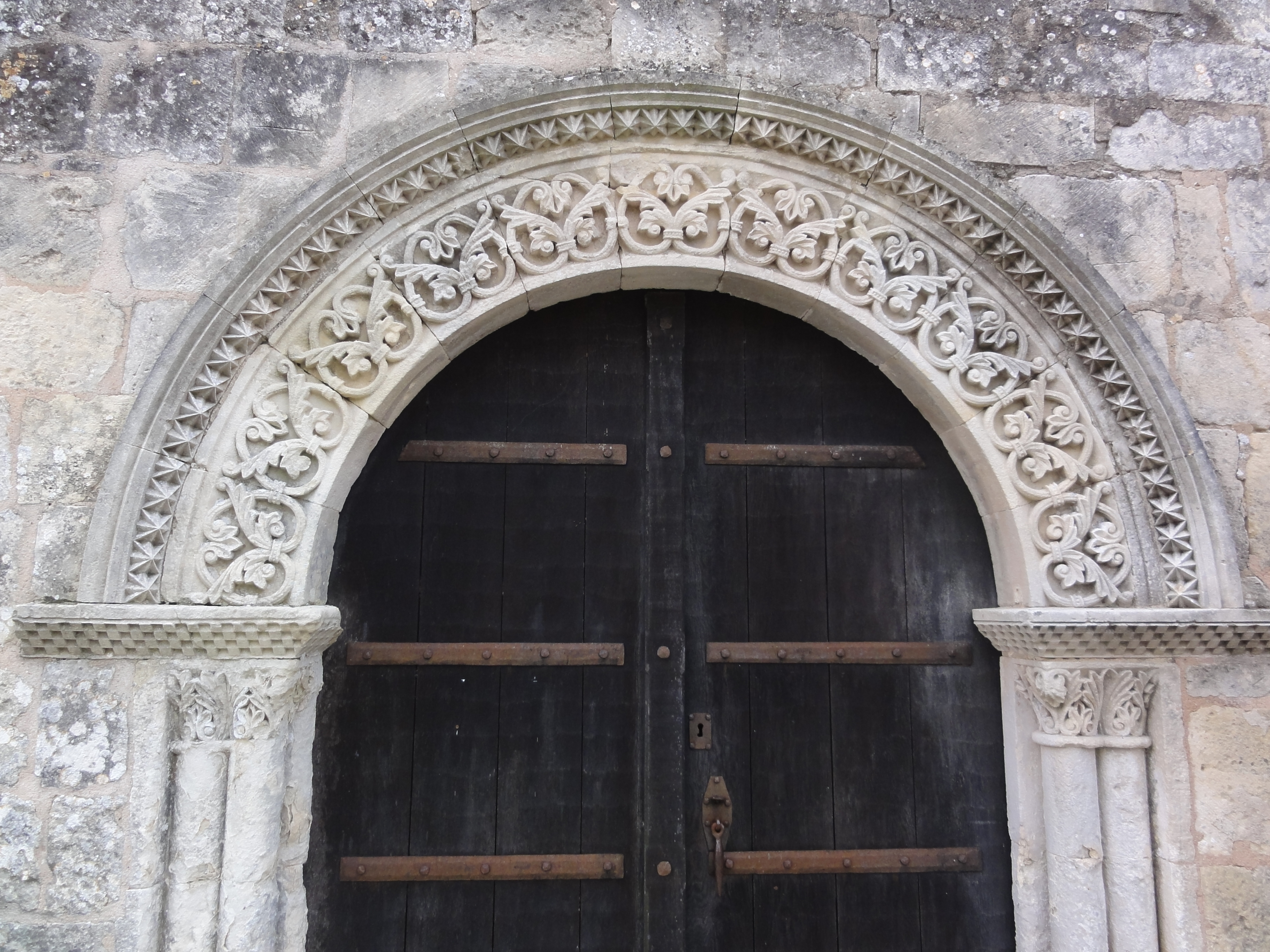
Le portail.
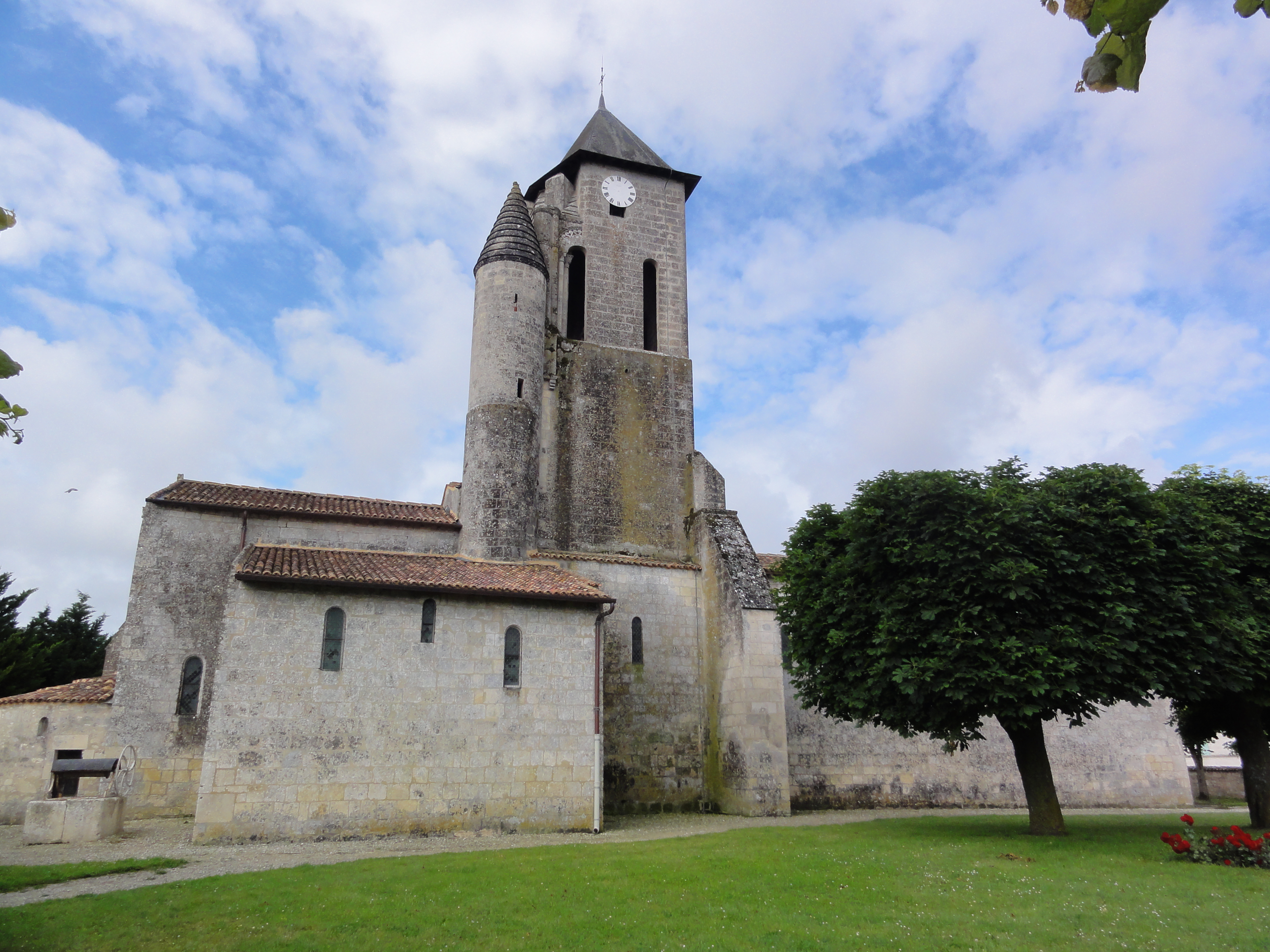
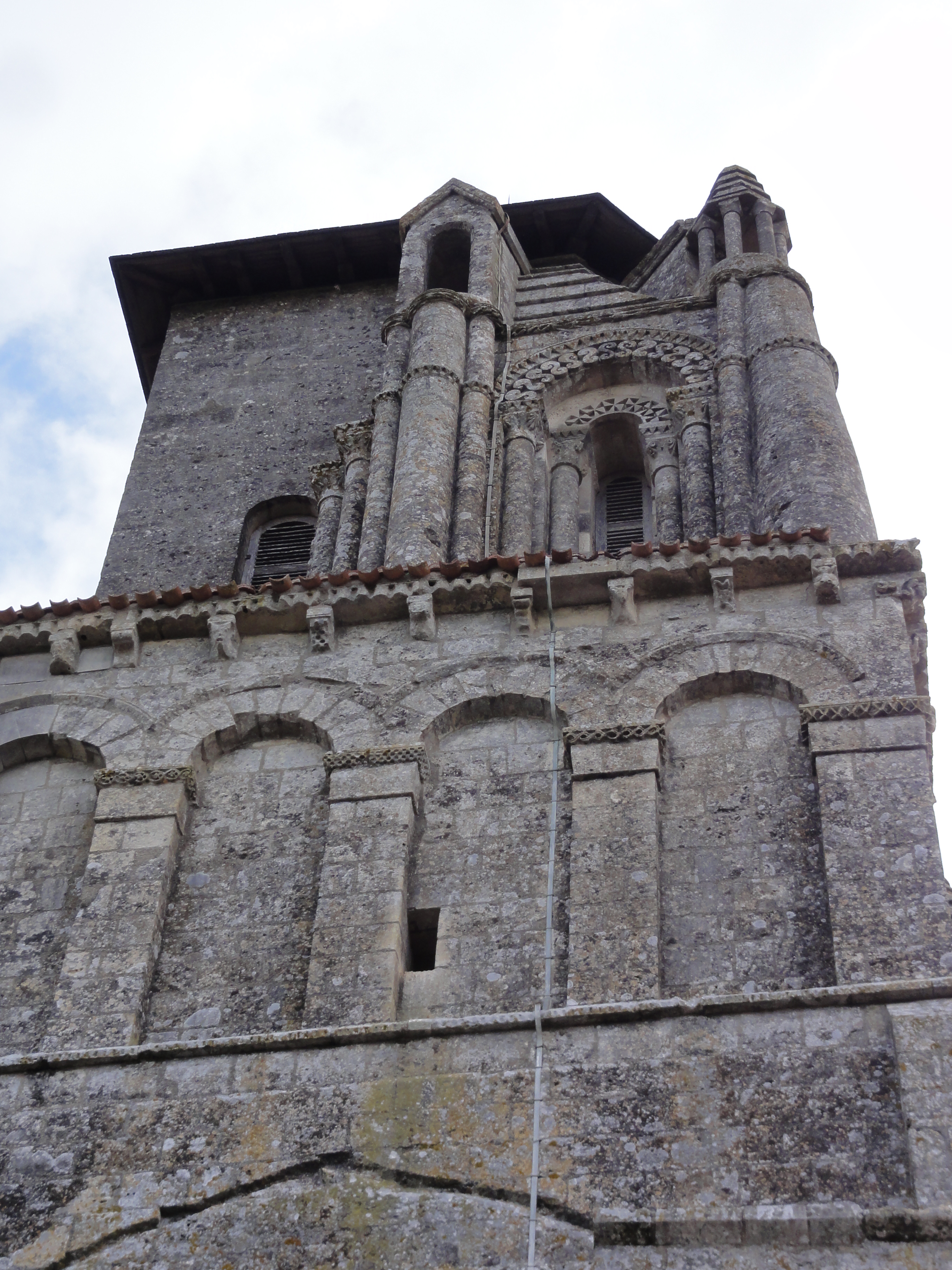
Détail de la tour.